# Bramley (Hampshire)
Pour les articles homonymes, voir Bramley.
Bramley est une paroisse civile et un village du Hampshire, en Angleterre.